# Faure Island
Faure Island è un'isola situata all'interno della Baia degli Squali nella regione del Gascoyne, nell'Australia Occidentale. Appartiene alla Local government area della Contea di Shark Bay. L'isola fa parte del Francois Peron National Park all'interno della Shark Bay World Heritage area.

## Geografia
Faure Island si trova a est della penisola Peron; ha una superficie di circa 58 km² e un'altezza massima di 26 m. Si trova a sud-est di Bernier e Dorre Island. Il paesaggio dell'isola è costituito principalmente da pianure e dune sabbiose rosse e bianche, con aree argillose in zone basse. Ha alcune spiagge calcaree rosse come quelle della penisola di Peron. A est si trova un'altra piccola isola: Pelican Island.

### Flora e fauna
La vegetazione è prevalentemente composta da arbusti bassi di Acacia ramulosa var. linophylla, cespugli di spinifex, Atriplex e mangrovie.
Faure Island è un'importante area di riproduzione per molti uccelli marini, oltre ad essere una base per i trampolieri migratori. Assieme a Pelican Island sostiene colonie riproduttive di sterna delle fate e oltre l'1% della popolazione mondiale di gambecchio collorosso e di beccaccia di mare orientale. Insieme al promontorio di Quoin Bluff (su Dirk Hartog Island) e alla piccola Freycinet Island (26°24′23″S 113°37′07″E) sostiene oltre l'1% della popolazione mondiale di cormorano bianconero maggiore.
Le specie originarie di mammiferi di Faure Island non sono sopravvissute all'introduzione del bestiame e alla presenza di gatti selvatici. (Dalla fine del 1800 a tutto il Novecento l'isola fu usata come pascolo). Le prove di resti subfossili di mammiferi nativi hanno portato alla reintroduzione del boodie, del djoongari, del canguro striato, del bandicoot fasciato occidentale e del Leporillus conditor.

## Toponimo
L'isola ha ricevuto il suo nome dall'esploratore francese Nicolas Baudin, nel 1801, in onore del geografo Pierre Faure (1777-1855), che si trovava a bordo della sua nave Naturaliste.